# Dolliver (Iowa)
Dolliver es una ciudad situada en el condado de Emmet, en el estado de Iowa, Estados Unidos. Según el censo de 2010 tenía una población de 66 habitantes.

## Geografía
Según la Oficina del Censo de los Estados Unidos, la localidad tiene un área total de 0,94 km², la totalidad de los cuales 0,94 km² corresponden a tierra firme.

## Demografía
Según el censo de 2010, había 66 personas residiendo en la localidad. La densidad de población era de 70,21 hab./km². Había 42 viviendas con una densidad media de 44,68 viviendas/km². El 100% de los habitantes eran blancos.